# NGC 4614
NGC 4614 (другие обозначения — UGC 7851, MCG 4-30-12, ZWG 129.15, WAS 60, KCPG 348A, PGC 42573) — галактика в созвездии Волос Вероники.
Взаимодействует с более яркой NGC 4615, составляет с ней пару Arp 34. В среднем инфракрасном диапазоне излучает довольно слабо, что свидетельствует о невысоком темпе звездообразования.
Этот объект входит в число перечисленных в оригинальной редакции «Нового общего каталога».